# Melodinus reticulatus
Melodinus reticulatus är en oleanderväxtart som beskrevs av P. Boiteau. Melodinus reticulatus ingår i släktet Melodinus och familjen oleanderväxter. Inga underarter finns listade i Catalogue of Life.